# بک دپیکون
بک دپیکون (به لاتین: Bec d'Epicoune) یک کوه در سوئیس است که در کانتون وله واقع شده‌است. بک دپیکون ۳٬۵۳۱ متر بالاتر از سطح دریا واقع شده‌است.